# Abdel Kadir Fitrat
Abdel Kadir Fitrat ist ein afghanischer Bankmanager. Er war bis zum Juni 2011 Chef der Zentralbank von Afghanistan.
Am 27. Juni 2011 gab das US-Außenministerium bekannt, dass Abdel Kadir Fitrat in die Vereinigten Staaten geflüchtet war. Er selbst hatte sich zuvor in einem Interview über seine Sicherheit Sorgen gemacht und war als Zentralbankchef zurückgetreten. Er behauptete, er fürchte wegen der Ermittlungen im Fall der Kabul Bank um sein Leben. Wenige Wochen vorher präsentierte er in dem afghanischen Parlament, der Wolesi Dschirga, die Details eines Finanzskandals, der die Kabul Bank betraf.
Kurz nach der Flucht bezeichnete Hamid Karsai Fitrat als „Verräter“ und der Botschaft der Vereinigten Staaten in Kabul wurde ein Haftbefehl übergeben. Laut der Generalstaatsanwaltschaft stand Fitrat an der Spitze einer ein Jahr lang verschleppten Fahndungsliste der Behörde.